# Amour d'enfance
Pour le concept, voir Amour de jeunesse.
Pour plus de détails, voir Fiche technique et Distribution.
Amour d’enfance est un film français réalisé par Yves Caumon et sorti en 2001. 
C'est le premier long métrage du cinéaste.

## Synopsis
Paul est encore étudiant à 28 ans. Il se rend souvent chez lui à la ferme familiale. S’il y revient cette fois-ci, c’est que son père est mourant. Une fois sur place, Paul se retrouve pris au piège : il se sent coupable d’avoir abandonné les siens. Il essaie de se rattraper en se montrant généreux et altruiste.

## Fiche technique
- Titre : Amour d'enfance
- Réalisation : Yves Caumon
- Scénario : Yves Caumon
- Musique : Thierry Machuel
- Photographie : Julien Hirsch
- Montage : Sylvie Fauthoux
- Décors : Stéphanie Cohen-Olivar
- Sociétés de production : Sunday Morning Productions - TSF Productions
- Pays :  France
- Durée : 102 minutes
- Date de sortie : 21 novembre 2001

## Distribution
- Mathieu Amalric : Paul
- Lauryl Brossier[1] : Odile
- Fabrice Cals : Thierry
- Michèle Gary : Odette
- Roger Souza : le père de Paul
- Bernard Blancan : Aimé
- Nicole Miana : La mère d’Odile
- Frédéric Bonpart : Jean-Marie
- Paul Crouzet : Auguste

## Distinctions
- Prix Un Certain Regard au Festival de Cannes 2001.